# Coelichneumon deliratorius
Coelichneumon deliratorius is een insect dat behoort tot de orde van de vliesvleugeligen (Hymenoptera) en de familie van de gewone sluipwespen (Ichneumonidae). De wetenschappelijke naam is gepubliceerd in 1758 door Linnaeus in de tiende editie van Systema naturae.